# 马德拉斯大学
马德拉斯大学 （英語：University of Madras）是位于印度金奈（舊稱马德拉斯）的一所国立公共大学。

## 历史
创建于1857年，是印度历史最悠久的大学之一。该大学是由印度立法委员会的法案组织多所学校进行合并。

## 著名校友

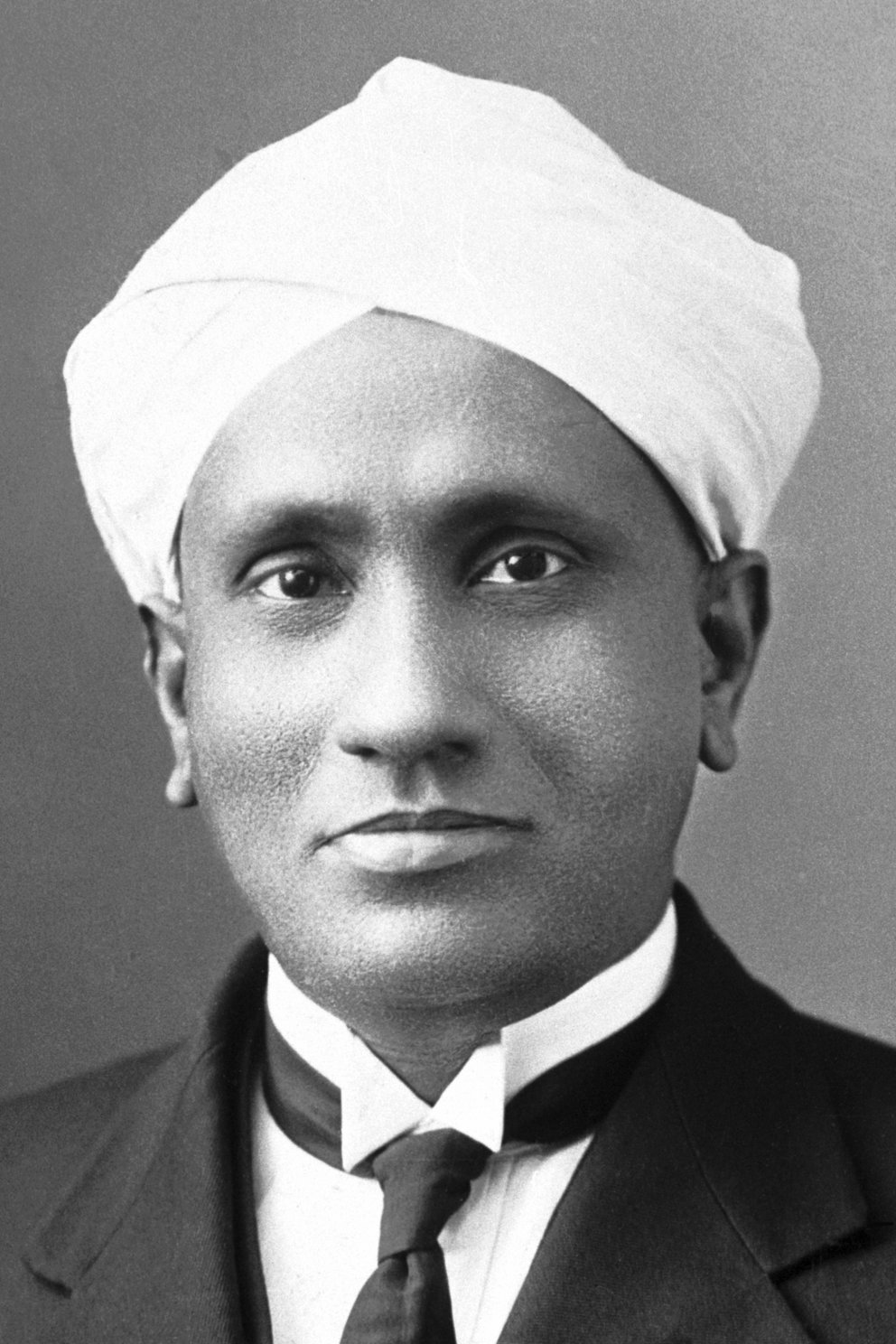
物理学诺贝尔奖钱德拉塞卡拉·拉曼
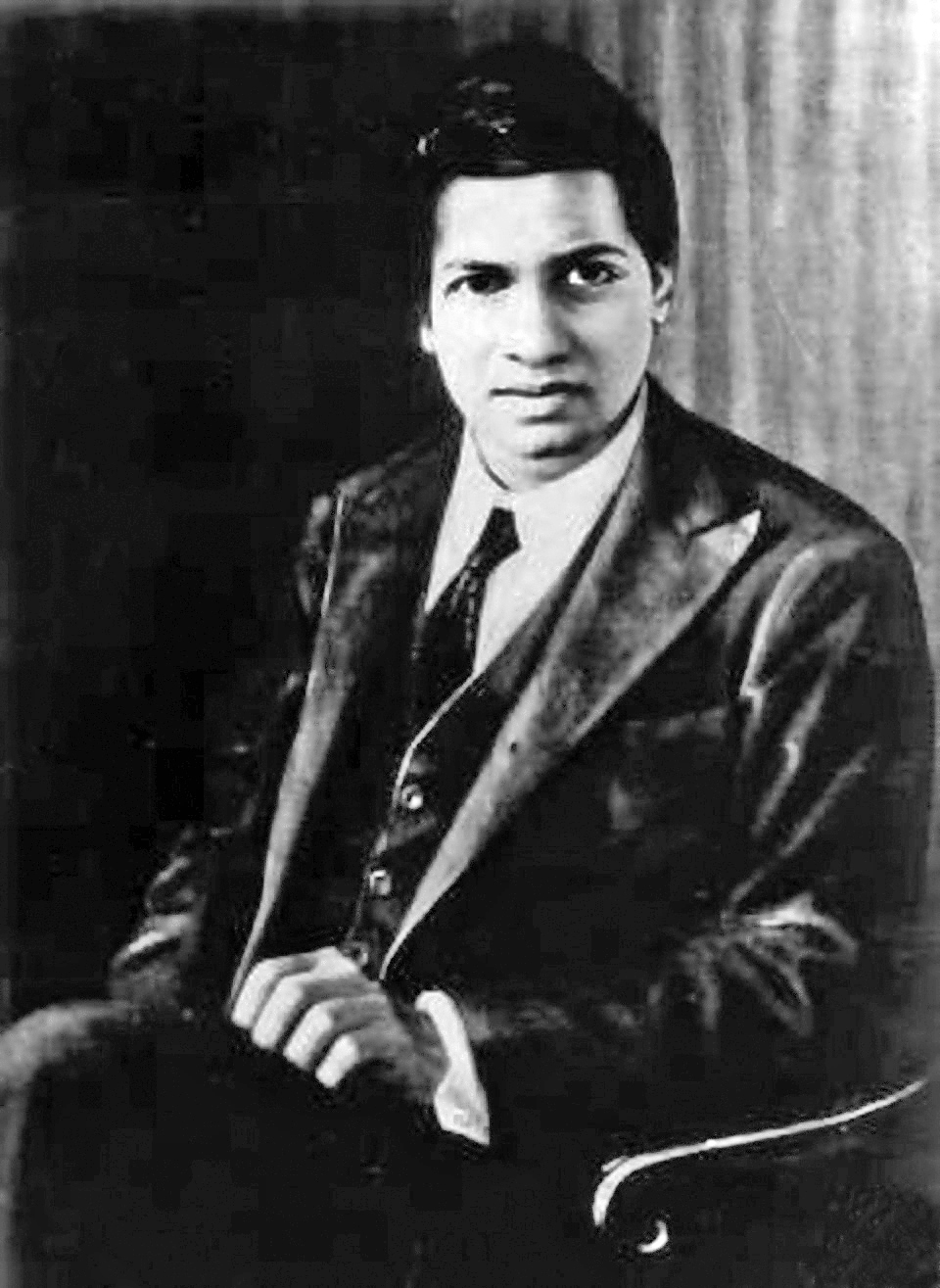
印度最伟大数学家斯里尼瓦瑟·拉马努金
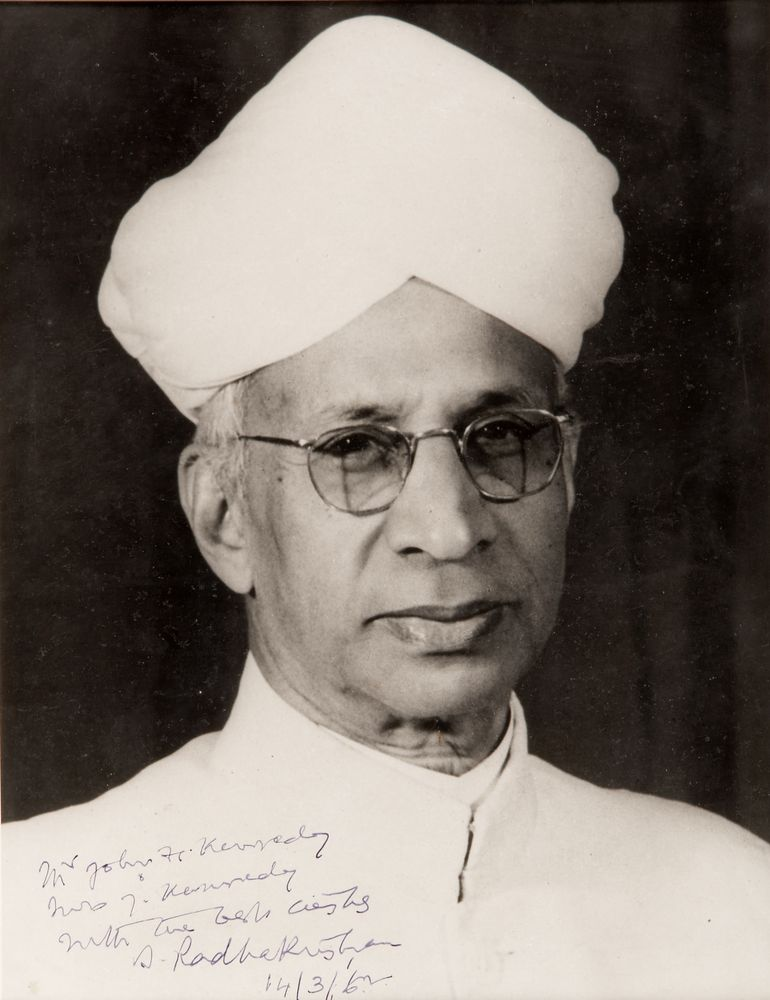
第二任印度总统萨瓦帕利·拉达克里希南
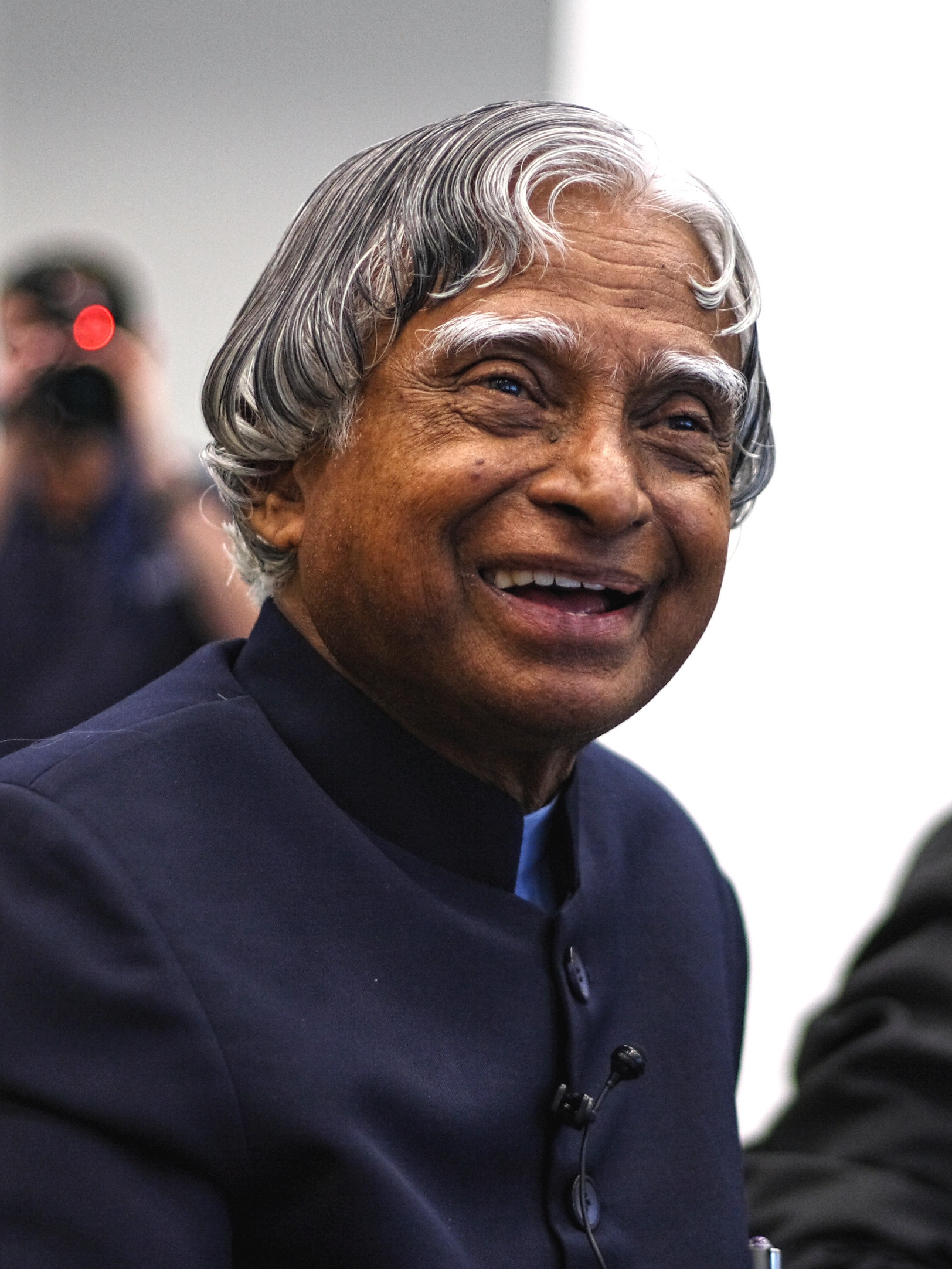
第十一任印度总统阿卜杜尔·卡拉姆
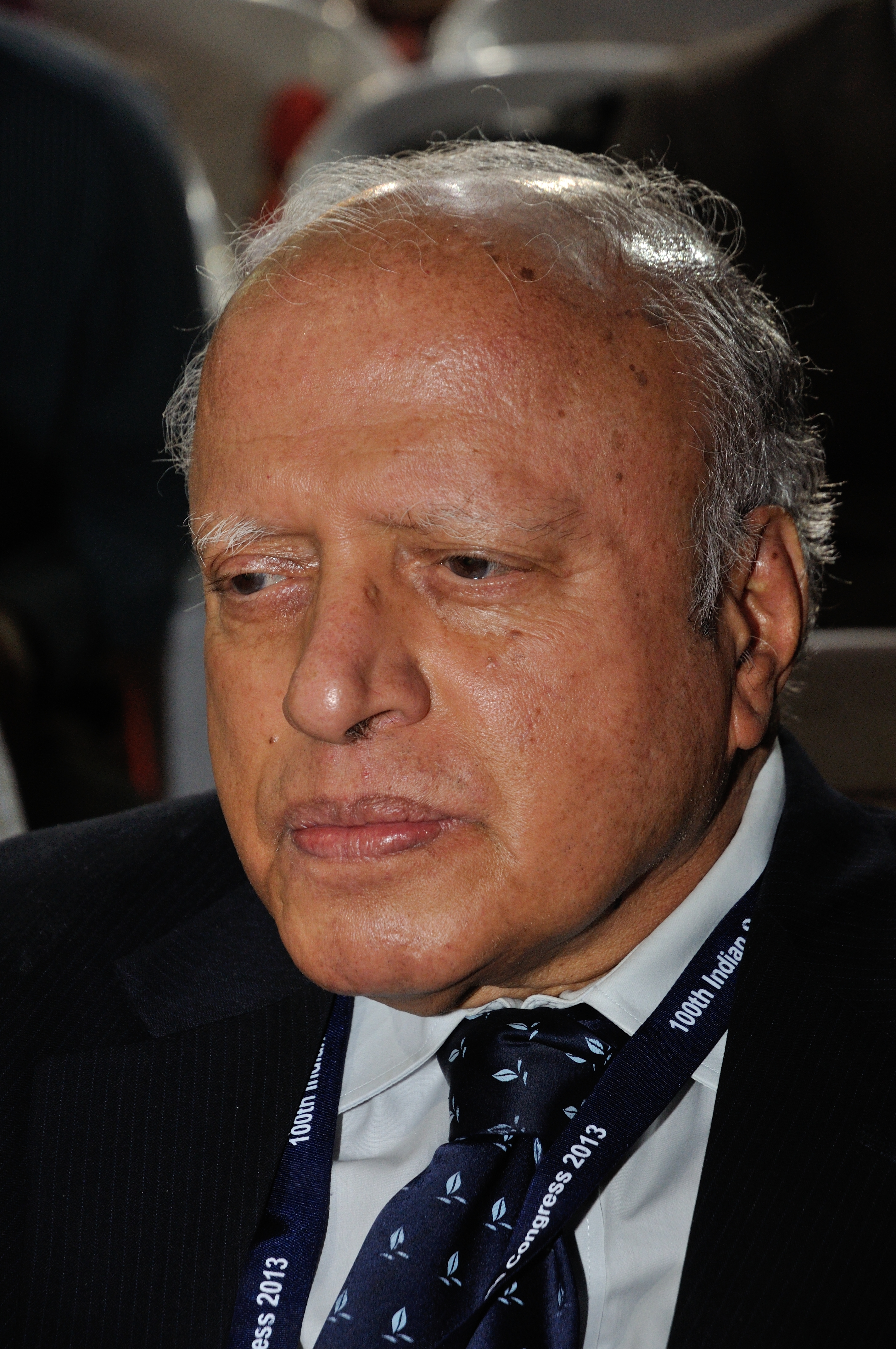
M·S·斯瓦米纳坦，绿色革命之父
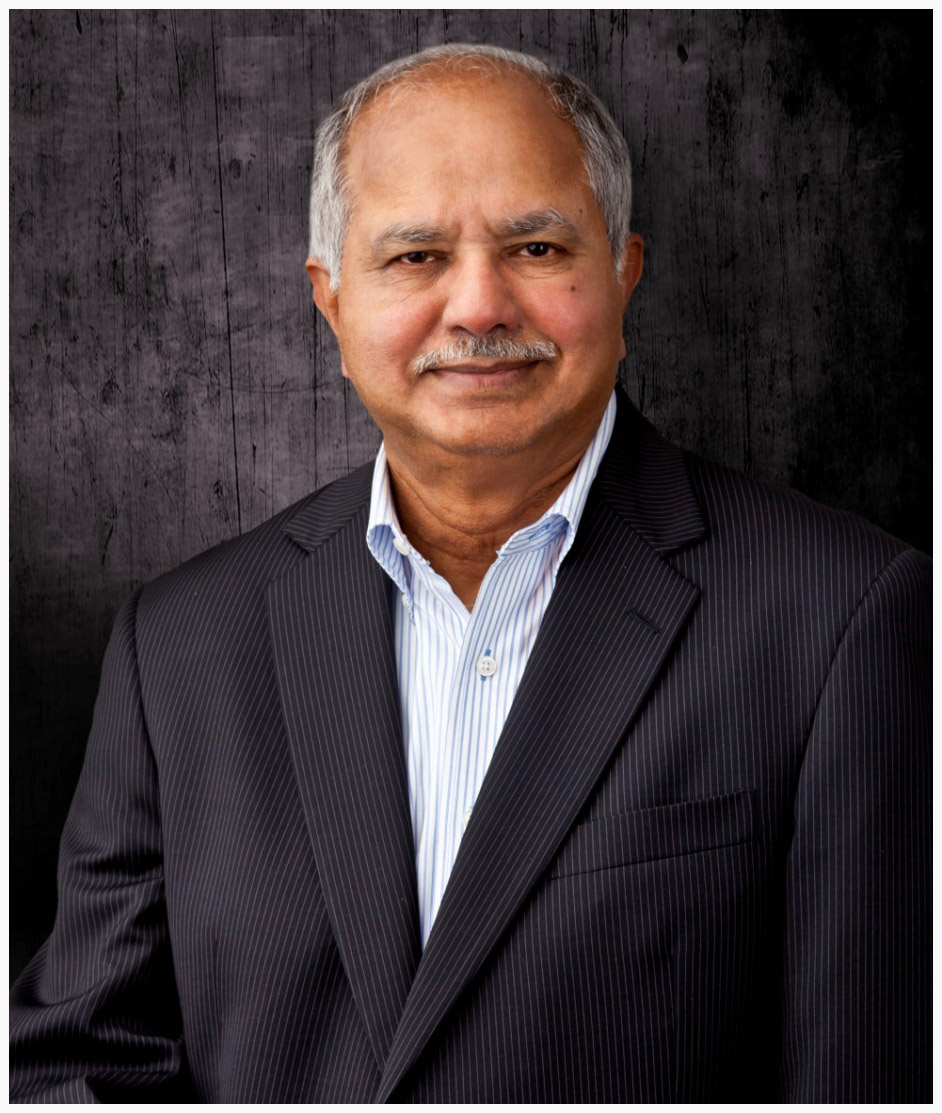
计算机科学家拉吉·瑞迪
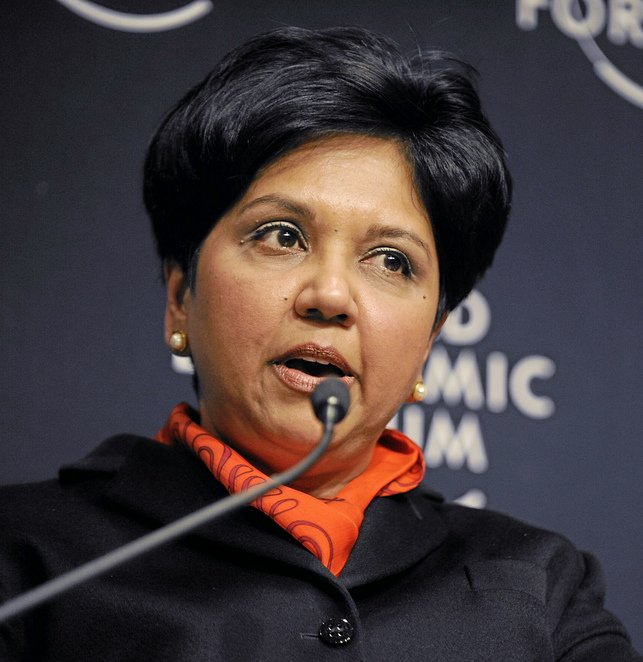
百事公司首位亚裔女执行长卢英德
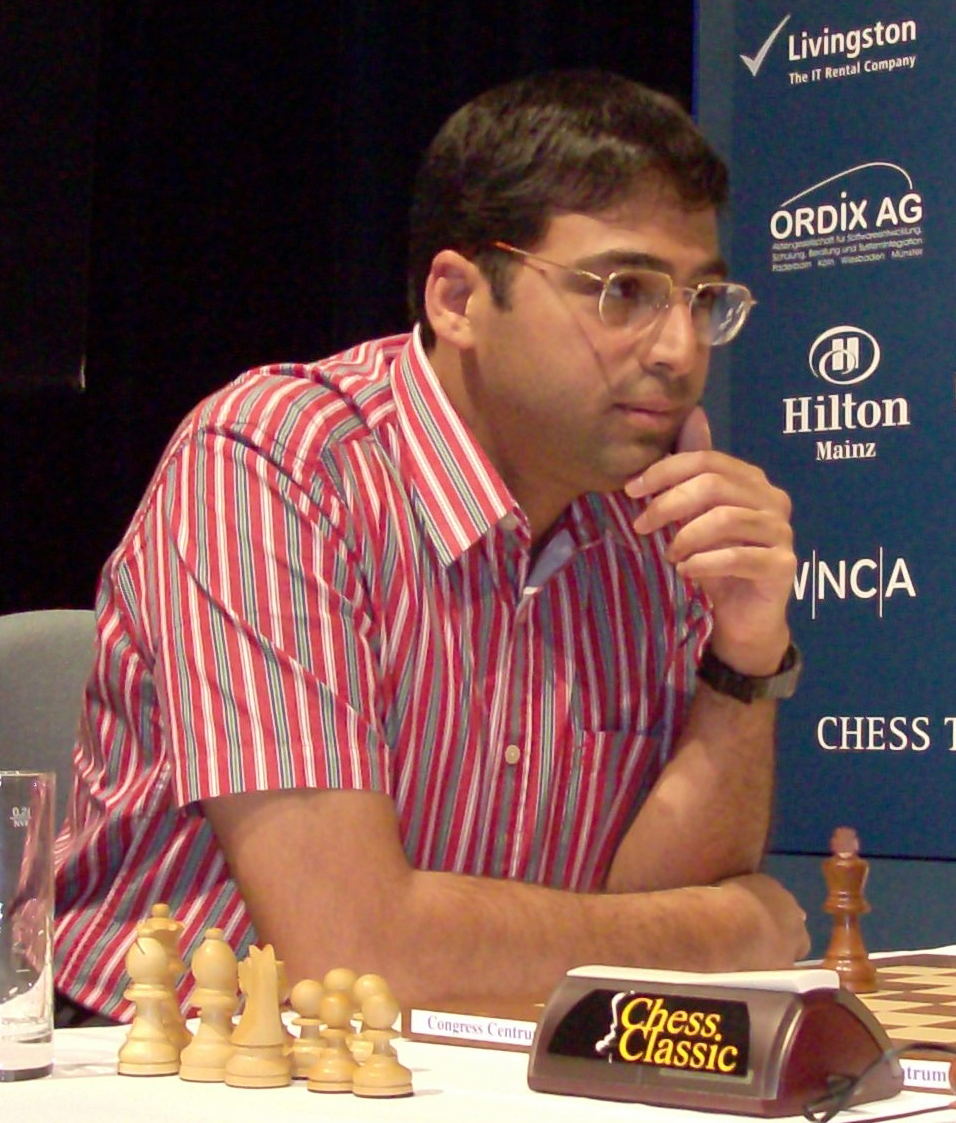
国际象棋大师维斯瓦纳坦·阿南德
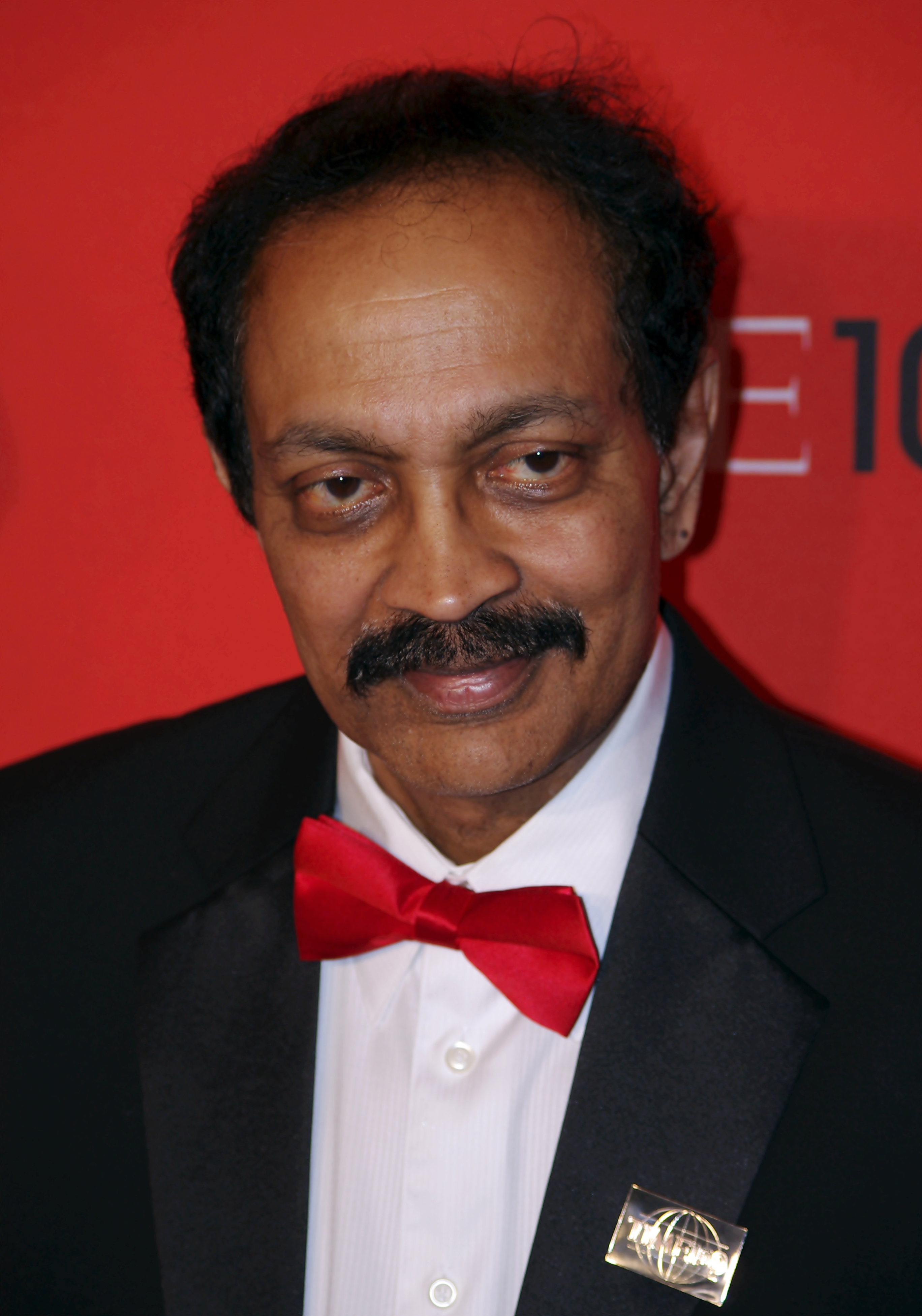
认知神经科学家维莱亚努尔·拉马钱德兰